# Kar (orvos)
Kar ókori egyiptomi udvari orvos volt a VI. dinasztia idején.

## Sírja
Kar sírját Adil Husszein fedezte fel 2001-ben Szakkarában, Szehemhet piramisától északra. Körülbelül ötvenévesen halt meg, mumifikált maradványait 2006 decemberében fedezték fel sírjában. Más szakkarai sírokhoz hasonlóan ezt is többször újrahasznosították. A mészkő szarkofágban talált múmia mellett különböző, fémből (bronzból vagy rézből) készült modelleszközöket találtak. A sír felfedezését követő sajtóhírek és számos publikáció ezeket műtéti eszközökként írja le, a világ legrégebbi sebészi eszközeiként, a valóságban azonban az óbirodalom idején a hivatalnokok sírjaiba gyakran kerültek különféle szerszámok modelljei, és ezek is ilyen eszközök, nem műtéthez használtak.
A sírból emellett huszonkét, különböző méretű bronzszobor is előkerült, melyek különféle isteneket ábrázoltak, köztük Ptahot, a Hórusz-gyermeket (Harpokratész), valamint Íziszt, illetve Imhotepet. A múmia és a sírban talált más leletek ma a szakkarai Imhotep Múzeumban találhatóak.

## Fordítás
- Ez a szócikk részben vagy egészben  a   Qar (doctor) című angol Wikipédia-szócikk ezen változatának fordításán alapul.  Az eredeti cikk szerkesztőit annak laptörténete sorolja fel. Ez a jelzés csupán a megfogalmazás eredetét és a szerzői jogokat jelzi, nem szolgál a cikkben szereplő információk forrásmegjelöléseként.